# Pełty (województwo warmińsko-mazurskie)
Pełty (niem. Steinbotten) – wieś w Polsce położona w województwie warmińsko-mazurskim, w powiecie braniewskim, w gminie Pieniężno.
W latach 1975–1998 miejscowość położona była w województwie elbląskim. Wieś znajduje się w historycznym regionie Warmia. 